# You Haven't Seen the Last of Me
"You Haven't Seen the Last of Me" é uma canção da cantora americana Cher para o filme Burlesque. A canção foi lançada como single promocional do filme. Escrita por Diane Warren, a canção obteve remixes oficiais feitos por djs como Almighty, Dave Aude, Stonebridge e Johnny Vicious,, atingindo assim, a primeira posição do Hot Dance Club Songs da Billboard chegando à 33ª posição do chart de final de ano da revista Billboard, a canção também foi enviada para as rádios Adult Contemporary. A faixa ganhou o Globo de Ouro, na categoria Melhor Canção Original e recebeu indicadção ao Grammy Award de Melhor canção escrita para mídia visual 

## Recepção
Mauro Ferreira do blog Notas Musicais disse que: "You Haven't Seen the Last of me é típica (boa) balada da lavra sentimental da compositora norte-americana Diane Warren, premiada pela canção na 68ª edição do Globo de Ouro". . 

## Posições
| Parada                    | Posição |
| ------------------------- | ------- |
| U.S. Hot Dance Club Songs | 1       |
| Top 30 Dance Club Play    | 3       |

## Formatos e versões oficiais
Uk Cd-Promo Almighty Records - 2010
1. Almighty Radio Edit
2. Almighty Club Mix
3. Almighty Club Instrumental
4. Almighty Dub

US - Cd-Promo/Digital Download - 2010
1. Dave Aude Radio Edit
2. Stonebridge Radio Edit
3. Almighty Radio Edit
4. Dave Aude Club Mix
5. Dave Aude Dub
6. Stonebridge Club Mix
7. Stonebridge Club Instrumental
8. Stonebridge Dub
9. Almighty Club Mix
10. Almighty Dub

US - Cd-Promo Part 2 - 2010
The Johnny Vicious Remixes
1. Vicious Club Mix
2. Vicious Dub Mix
3. Vicious & Preve Mix
4. Vicious Warehouse Mix
5. Vicious Warehouse Instrumental
6. Vicious Warehouse-A-Pella
7. Vicious Warehouse Acapella

US - Cd Promo (For Your Consideration - Academy Awards) 
1. You Haven't Seen The Last Of Me